# Wolfgang Throll
Wolfgang Throll (* 18. April 1930 in Offenbach am Main; † 19. Oktober 2016 in Oberursel) war ein deutscher Politiker (CDU) und Abgeordneter des Hessischen Landtags. Er ist in Oberursel beigesetzt.

## Ausbildung und Beruf
Throll studierte nach dem Abitur 1949 Philologie und schloss das Studium 1956 mit dem ersten und 1958 mit dem zweiten Staatsexamen als Gymnasiallehrer ab.

## Politik
Throll war seit 1963 Mitglied der CDU und dort in verschiedenen Vorstandsämtern aktiv. Seit 1965 war Throll Stadtverordneter in Oberursel. Seit dem 1. Februar 1983 war er dort hauptamtlicher Kämmerer. Seit 1979 war er außerdem Mitglied des Kreistags des Hochtaunuskreises. Vom 1. Dezember 1974 bis zum 30. November 1982 war Throll Mitglied des Hessischen Landtags.

## Sonstige Ämter
Wolfgang Throll war Mitglied des Verwaltungsrates der Sparkasse des Hochtaunuskreises.

## Privates
Throll war verheiratet und hatte vier Kinder.

## Ehrungen
- 1982: Verdienstkreuz am Bande der Bundesrepublik Deutschland[2]